# Мари-Лор дьо Ноай
Мари-Лор дьо Ноай (на френски: Marie-Laure de Noailles) е френска меценатка.
Родена е на 31 октомври 1902 година в Париж в семейството на банкер от видната еврейска фамилия Бишофсхайм, едни от основателите на банката „Париба“. През 1923 година се жени за виконт Шарл дьо Ноай и двамата стават известни спонсори на авангардното изкуство. Те финансират няколко филма – „Les Mystères du Château de Dé“ (1929) на Ман Рей, „Кръвта на поета“ („Le sang d'un poète“, 1930) на Жан Кокто, „Златният век“ („L'Âge d'or“, 1930) на Луис Бунюел, както и работи на художници и композитори, като Салвадор Дали и Франсис Пуленк.
Мари-Лор дьо Ноай умира на 29 януари 1970 година в Париж.